# Pungmejse
Pungmejse (Remiz pendulinus) er en lille spurvefugl, der er udbredt i Central- og Østeuropa og videre mod øst til Kina. Den er meget sjælden i Danmark. Den lever i krat og rørskov omkring søer, hvor man kan finde dens pungformede rede ophængt i f.eks. birkens grene.
Pungmejsen er beslægtet med mejserne, men er alligevel så forskellig fra dem, at den placeres i sin egen familie (pungmejser) sammen med 11 andre nærtstående arter. Den lever især af insekter og edderkopper og trækker derfor mod syd om efteråret. De danske pungmejser opholder sig om vinteren i middelhavsområdet og vender tilbage til landet i marts/april.

## Forekomst i Danmark
I 1930'erne begyndte pungmejsen at udvide sin europæiske udbredelse i nordvestlig retning; den indvandrede til det østlige Danmark i 1960'erne, og i årtiet efter til det vestlige Danmark. I 1990'erne var der over 150 ynglepar, deriblandt flere nær København, men siden er bestanden gået voldsomt tilbage og i 2022 var der kun 3-4 ynglepar. Den er regnet som kritisk truet på den danske rødliste 2019. En lignende udvikling har man set for en række andre fugle i Danmark (f.eks. pirol, karmindompap, drosselrørsanger og høgesanger), der foretrækker varme somre men med begrænset regn, og har deres hovedudbredelsen sydøst for Danmark.

## Udseende
Pungmejsen er 11 centimeter og dermed på størrelse med en blåmejse. Den har en karakteristisk sort maske, der er lidt større hos hannen end hunnen. Desuden er ryg og bryst rødbrun hos hannen, mens ryggen er gulbrun og brystet næsten uden rødbrune fjer hos hunnen.

## Polygami
Pungmejser danner kun par kortvarigt fra redebygning til æglægning. Herefter forsvinder enten hannen eller hunnen, for om muligt at danne par med en anden pungmejse. Den tilbageværende fugl (oftest hunnen) er derfor alene om udrugningen af æggene og pasningen af ungerne. Både hannen og hunnen kan altså optræde polygamt.

## Rede og levevis
Reden er kunstfærdigt udformet af plantedele og dyrehår. Den hænger frit i f.eks. et birketræ, og første del af reden bygges alene af hannen. Det nedadvendte rør med indgangshullet tilføjes af begge mager i fællesskab, når reden er godkendt af hunnen.
Pungmejsen bemærkes sjældent i yngletiden, da den har en meget spæd stemme og ofte opholder sig mellem rørene i rørskoven. Stemmen er et meget højt piuuu, der kan minde om det advarselskald mange fugle anvender, når f.eks. en rovfugl er blevet odaget. Pungmejsens tilstedeværelse bemærkes ofte først, når reden kommer til syne efter løvfald.